# Fenilalanina 2-monoossigenasi
La fenilalanina 2-monoossigenasi è un enzima appartenente alla classe delle ossidoreduttasi, che catalizza la seguente reazione:
L-fenilalanina + O2 ⇄ 2-fenilacetammide + CO2 + H2O
La reazione descritta sopra rappresenta circa l'80% della reazione catalizzata; il rimanente 20% è rappresentato dalla seguente:
L-fenilalanina + O2 + H2O = acido 3-fenilpiruvico + ammoniaca + H2O2
una reazione simile a quella della L-amminoacido ossidasi numero EC 1.4.3.2.